# Metaleptyphantes perexiguus
Metaleptyphantes perexiguus är en spindelart som först beskrevs av Simon och Fage 1922.  Metaleptyphantes perexiguus ingår i släktet Metaleptyphantes och familjen täckvävarspindlar. Inga underarter finns listade i Catalogue of Life.